# The Code (film)
The Code, uvedený v roce 2001, je 52minutový dokument o historii GNU/Linux, free software a hnutí Open Source. Tento finsko-francouzský film režíroval Hannu Puttonen.
Dokument ukazuje, mimo jiné, rozhovory s Linusem Torvaldsem, Richardem Stallmanem, Ericem S. Raymondem, Alanem Coxem, Miguelem de Icaza, Theodorem Ts'o, David S. Millerem, Ari Lemmkem a mnoha dalšími. Kromě toho dokumentace obsahuje chronologicky uspořádaný vývoje Unix a Linuxu. Součástí filmu je také svobodná píseň (s titulky), který je uvolněn pod GNU Free Documentation License.
Na DVD je film dostupný v angličtině s bonusovým materiálem, včetně některých hudebních skladeb, které lze slyšet v dokumentu pouze částečně.